# Yu-Gi-Oh! GX
Yu-Gi-Oh! GX (jap. 遊☆戯☆王デュエルモンスターズGX Yūgiō Dyueru Monsutāzu Jī Ekkusu) – spin-off i sequel oryginalnego anime Yu-Gi-Oh! Duel Monsters. Był emitowany w Japonii na kanale TV Tokyo w od 6 października 2004 r. do 26 marca 2008 roku i jest prequelem do serii Yu-Gi-Oh! 5D’s. Yu-Gi-Oh! GX opowiada o przygodach Jadena Yuki (Judai Yuki w oryginalnej wersji) i jego przyjaciół podczas uczęszczania do Akademii Pojedynków. Ostatni odcinek 3. serii oraz cała 4. seria nigdy nie została wyemitowana poza Japonią. Na podstawie serialu powstała gra na konsolę Game Boy Advance: „Yu-gi-oh! GX: Duel Academy”. Wiele kart którymi posługują się postacie z Anime zostały wydane w „Yu-gi-oh! Trading Card Game”.

## Fabuła

### Seria 1: Siedem Jeźdźców
Odcinki 1–13
Jaden Yuki, jeden z graczy, podczas biegu na egzamin wstępny do z Akademii Pojedynków, przypadkowo wpada na Yugiego Muto, który daje mu kartę „Skrzydlatego Kuriboh”. Kiedy dociera do celu, walczy z Profesorem Crowlerem, i odkrywa w sobie zdolność widzenia i porozumiewania się z Duchami. Wygrywa i zapewnia sobie miejsce w Akademii Pojedynków jako jeden z „Czerwonych Sliferów”, najniższych w randze. W Akademii poznaje nowych przyjaciół, Syrusa Truesdale'a, Chumleya Huffingtona, Bastiona Misawę i Alexis Rhodes, lecz też przysparza sobie rywali, a szczególnie Chazza Princetona, studenta najwyższej rangi Niebieskich Obelisków, który twierdzi iż pokonał Crowlera dzięki szczęściu. Podczas nauki w Akademii wpada w różne tarapaty, a co gorsza, Crowler zamierza pozbyć się Jadena za to, jak go upokorzył. To właśnie tutaj Jaden poznaje też brata Syrusa a zarazem Profesjonalnego Gracza, Zane’a Trusdale'a. Chazz z powodu przegranej z Jadenem, mimo rzadkich kart danych przez Crowlera, staje do walki z Bastionem o swoje stanowisko w Obeliskach, gdyż przegrany zostaje przeniesiony do Żółtych Ra. Chazz przegrywa i zamiast spaść na niższą rangę, decyduje się opuścić Akademię.
Odcinki 14–26
Jaden i jego przyjaciele wciąż walczą z nowymi przeciwnikami, takimi jak potwór Jinzo, dziki gracz Damon czy studentem Obeliska z tajemniczymi mocami, Belowskim. Nie zabraknie mu też pojedynku z Dimitrim, graczem który ukradł talię Yugiego i który potrafi skopiować każdą talię kart, a nawet osobowość przeciwnika. Jaden poznaje też zakochaną w Zanie uczennicę Blair. W tym czasie powoli rozpoczynają się przygotowania się do Pojedynku Akademii Pojedynków z Północną Akademią. By rozstrzygnąć, kto będzie reprezentantem Akademii, Jaden i Bastion walczą ze sobą, i mimo braku Fuzji Elementarnych Herosów, Jaden pokonuje Bastiona i staje się reprezentantem Akademii Pojedynków. Tymczasem Chazz przez zrządzenie losów i zemsty na Bastionie i Jadenie, nie tylko odkrywa zdolność do porozumiewania się z Duchami Potworów, ale i trafia do Północnej Akademii, gdzie pokonuje wszystkich i staje się reprezentantem w nadchodzącym turnieju. W końcu walczy z Jadenem w Akademii Potworów na oczach całego świata i swoich braci, którzy tylko pogłębiają presję. Mimo posiadania potężnych kart, Chazz znów przegrywa i traci szacunek braci. W końcu postanawia zostać w Akademii Potworów, lecz z powodów trzech miesięcy zniknięcia zostaje przeniesiony do Czerwonych Sliferów, ku swej rozpaczy.
Odcinki 27 – 39
Przeczuwając niebezpieczeństwo, główny dyrektor Sheppard wzywa Jadena, Zane’a, Bastiona, Alexis, Chazza, Bannera i Crowlera do biura, gdzie daje każdemu po jednym kluczu otwierającym pieczęć zawierającą 3 potężne karty Świętych Bestii. Tymczasem pierwszy z Siedmiu Jeźdźców, Nightshroud wyzywa Jadena na Grę Cieni i o klucz. Nightshroud przegrywa walkę i okazuje się być zaginionym bratem Alexis, Atticusem. Crowler i Zane walczą z kolejnym Jeźdźcem, wampirzycą Camulą i przegrywają walkę. Choć Jaden pokonuje Camulę i ratuje przyjaciół, to jednak w wyniku porażki Crowlera i Zane’a dwa klucze znikają i powoli otwierają bramę pieczęci. Podczas przerwy w walkach, Chazz jest zmuszony walczyć ze swoim bratem Slade'em, który zamierza wykupić Akademię Pojedynków. Na szczęście przy pomocy Jadena i nowych kart Ojama, Chazz pokonuje Slade’a. W kolejnych walkach o klucze Bastion Misawa przegrywa z Tanią, podczas gdy Chazz wygrywa z czwartym Jeźdźcem, Don Zaloogiem i jego kompanią Dark Scorpion.
Odcinki 40–52
Jaden walczy i pokonuje kolejnego Jeźdźca, Anubisa Trzeciego; zaś Alexis zostaje wciągnięta do Gry Cieni przez Titana, by odzyskać wspomnienia Atticusa. Po porażce Titana bohaterowie dowiadują się, że osobą która skierowała Atticusa do Opuszczonego Domu był Profesor Lyman Banner. Wówczas tajemniczy ostatni Jeździec Cieni, Amnael, uderza i pokonuje zarówno Chazza i Alexis i więzi ich wraz z Atticusem w swojej księdze. W końcu Jaden walczy z nim i odkrywa, że Amnael to tak naprawdę Lyman Banner, który w przeszłości po odkryciu tablic z Świętymi Bestiami zachorował (w dubbingu tablice rzuciły na niego klątwę) i że potrzebuje kart Bestii, by zapewnić sobie wieczne życie. Jaden pokonuje Bannera, a ten po daniu swojej księgi znika, a jego duch zostaje pożarty przez swojego kota, Pharaoha. Chazz przez swoją miłość do Alexis i walkę z nią przypadkowo doprowadza do pełnego otwarcia pieczęci i uwolnienia kart. Wówczas prawdziwy lider Jeźdźców Cieni, Kagemaru, przybywa i wyzywa na pojedynek Jadena, używając kart Bestii, Uria, Hamona i Raviela. Pomimo mocy Świętych Bestii, Jaden ostatecznie pokonuje Kagemaru. Kilka dni później Chumley opuszcza Akademię dla kariery projektanta kart dla Industral Illusions Pegasusa. Tymczasem podczas dnia absolwentów, Zane wybiera Jadena jako przeciwnika do walki. Pojedynek ostatecznie kończy się remisem.

### Seria 2: Społeczeństwo Światła
Odcinki 53–65
Zaczyna się drugi rok Jadena w Akademii Pojedynków. Po zwycięskim pojedynku z nowym graczem Jaden dowiaduje się, iż przeciwnik to Aster Phoenix, jeden z profesjonalnych graczy. Nowy wicedyrektor Bonaparte planuje zburzyć Dom Sliferów, wierząc że słabi gracze niszczą image Akademii. Podczas nowego roku szkolnego, Jaden i Syrus zaprzyjaźniają się z Tyranno Hassleberry, Żółtym Ra i graczem atrybutu gadów. Tymczasem „menadżer” Astera, tajemniczy Sartorius daje Asterowi rozkaz pokonania Zane’a, a potem Jadena. Aster pokonuje Zane’a poprzez użycie talii Elementarnych Herosów, lecz zamiast Flare Wingman Aster używa Phoenix Enforcera. Potem Aster Phoenix wyzywa Jadena na rewanż. Choć Jaden pokonuje jego potwory, to przegrywa przez nową serię kart Astera, Destiny Herosów i co gorsza, nie widzi już swoich kart, choć jest nieświadomy tego, że przyczynił się do tego Sartorius. Tymczasem Sartorius wykonuje swój ruch i pokonuje Chazza, zmieniając go w sługę Społeczeństwa Światła. Jaden postanawia opuścić Akademię i wtedy tajemnicza energia przenosi go do innego świata, zwanego Światem Neo. Tam odzyskuje zdolność widzenia kart i modyfikuje swoją talię Elementarnych Herosów poprzez dodanie kart Neo-Spacian i nowego Herosa, Elementarnego Herosa Neos. Tymczasem Zane po przegranej z Asterem zostaje wciągnięty do podziemnej gry, gdzie odkrywa swoją słabość: zbytnio doceniał przeciwnika. W końcu Zane powraca na gry, lecz pokonuje przeciwników bez litości.
Odcinki 66–79
Jaden powraca do Akademii Pojedynków i wyzywa Astera na rewanż. Podczas walki dowiaduje się więcej o kartach Neo i poprzez użycie karty fuzji Flare Neos pokonuje Astera, który zdaje sobie sprawę, iż został oszukany przez Sartoriusa. Zaś Chazz pod kontrolą Sartoriusa pokonuje w pojedynku graczy Niebieskiego Obeliska, tym samym poszerzając grono Społeczeństwa Światła. Alexis próbuje pokonać Chazza, lecz przegrywa i sama staje się jedną z nich. Sartorius próbuje przeciągnąć Jadena na swoją stronę, lecz jego sługusi przegrywają z nim, po czym postanawia wejść do Akademii jako nowy student. Podczas wycieczki do Miasta Domino Syrus, Hassleberry i Jaden zostają wciągnięci w walkę z poplecznikami siostry Sartoriusa, Sariny. Jaden i Aster ruszają do Kaibalandu, gdzie walczą z Sariną o wolność przyjaciół i sługusów Sariny. Choć na początku współpraca Jadena i Astera nie idzie po myśli, wkrótce uczą się współpracy i pokonują Sarinę, tym samym uwalniając przyjaciół.
Odcinki 80–92
Po powrocie do Akademii Pojedynków, Jaden powoli postanawia uwolnić swoich przyjaciół spod wpływu Sartoriusa. W tym samym czasie Zane wraca do dojo, gdzie wyzywa na pojedynek Shepparda, w którym wygrywa i zabiera talię kart Podziemnego Świata (jest to talia kart „Cyberdark”), lecz później dyrektor Sheppard wraca do Akademii i ogłasza, iż niedługo się zacznie turniej GX. Tymczasem Sartorius spotyka Księcia Ojina i wygrywa pojedynek, tym samym otrzymując od niego klucze do sterowania potężną satelitą. Jaden w celu odzyskania Chazza, wyzywa go na pojedynek, używając jego kart Ojamy, które odrzucił. Udaje mu się uwolnić przyjaciela spod wpływu Sartoriusa i Chazz planuje uwolnić też Alexis. Atticus Rhodes, za prośbą dyrektora postanawia walczyć z Zane’em, lecz przegrywa z kretesem, choć odkrywa że Zane nie był zły z powodu wewnętrznej ciemności, a jego postawa się zmieniła z powodu jego nowej filozofii nie okazywania litości.
Odcinki 93–104
Podczas walk Syrus próbuje walczyć z Zane’em, lecz przegrywa ze swoim bratem, zaś Jaden w końcu uwalnia Alexis spod wpływu Sartoriusa. Tymczasem Aster odkrywa, że to D jest odpowiedzialny za porwanie jego taty. Walczy z nim i wygrywa, zostawiając go na palącym statku. Jaden i Aster dowiadują się w końcu, że Światło Zniszczenia jest odpowiedzialne za kontrolę opętanych graczy Społeczeństwa Światła i samego Sartoriusa. Aster walczy z Sartoriusem i przegrywa, w wyniku czego jego miejsce zajmuje Jaden. Pomimo potęgi Potworów Siły Arcana, Jaden ostatecznie pokonuje Sartoriusa i wyzwala wszystkich spod wpływu Światła Zniszczenia.

### Seria 3: Świat Duel Monsters
Odcinki 105–116
Wraz z nowym rokiem do Akademii Pojedynków przybywają profesor Thelonius Viper oraz czterej studenci z wymiany: Adrian Gecko, Alex Brodie, Jim „Crocodile” Cook i Jesse Anderson, który potrafi widzieć duchy potworów jak Jaden. Jaden Yuki i Jesse Anderson toczą walkę, używając kart Neo-Spacianów i kart Kryształowych Bestii, lecz w końcu to Jaden wygrywa. Profesor Viper wprowadza nowy system walk zwany „Survival Duel”, w którym stawką jest nie tylko wygrana, ale i życiowa energia. Po przegranej z Jadenem, Axel postanawia odkryć, co Viper kombinuje. Tymczasem coraz więcej graczy traci przytomność w wyniku przegranych walk i lądują w szpitalu, łącznie przyjaciółka Jadena, Blair. Jaden i przyjaciel postanawiają znaleźć Vipera i położyć kres temu terroru.
Odcinki 117–136
Jaden znajduje w końcu Profesora Vipera i toczy z nim pojedynek. W końcu Jaden pokonuje Vipera, lecz niespodziewanie Akademia Pojedynków znika i pojawia się w wymiarze Duel Monsters, gdzie potwory są prawdziwe. Jaden i drużyna torują sobie drogę do uzyskania lekarstwa dla Blair, lecz z przerażeniem odkrywają, że Bio-Opaski, które wysysały energię z graczy doprowadzały też do zmiany ofiar w zombie podobnych do ghuli. Sprawy przybierają jeszcze gorsze obroty, kiedy opętany syn Bonaparte, Marcel uwalnia Święte Bestie i w dodatku je łączy w jednego potwora. W czasie pojedynku okazuje się, że cały incydent z energią życiową, opętaniem Marcela i wysłaniem Akademii do innego wymiaru spowodował duch z przeszłości Jadena: tajemniczy potwór zwany Yubel. W końcu energia wywołana przez Rainbow Dragon wysyła z powrotem akademię do właściwego wymiaru. Jaden postanawia wrócić do wymiaru Duel Monsters, by ocalić Jessego, lecz kończy się tym, że podczas pojedynku z Brronem, Szalonym Królem Mrocznego Świata, jego przyjaciele zostają poświęceni do stworzenia super-karty. Choć Jaden pokonuje Brrona, Syrus zostawia go, gdyż sądzi iż Jesse był dla niego ważniejszy, niż przyjaciele. To ostatecznie powoduje, że Jaden wpada w otchłań ciemności i staje się mroczną wersją samego siebie: Najwyższym Królem (Supreme King).
Odcinki 137–156
Jaden pod postacią Najwyższego Króla terroryzuje wioski innych potworów w celu skompletowania energi do stworzenia Super Polimeryzacji. Alex Brodie i Jim Cook walczą z nim i udaje im się wyzwolić Jadena, choć za cenę życia. Od tamtego momentu Jaden obwinia się za stan swoich przyjaciół, a co za tym idzie, nie używa Polimeryzacji, jako iż kiedy był Królem, terroryzował wszystkich za pomocą fuzji Herosów. Na szczęście Zane pomaga Jadenowi odzyskać wolę walki. Tymczasem Adrian Gecko zdobywa potężną moc i poprzez poświęcenie swojej przyjaciółki, Echo, kontroluje potężnego potwora, Exodię i planuje zostać władcą wymiaru. Zaś Zane staje do walki przeciwko Jessemu, który jest opętany przez Yubel, lecz przegrywa i zostaje wysłany do gwiazd. Adrian walczy z Yubel, lecz mimo potęgi Exodii przegrywa z nią i traci życie. Podczas pojedynku z Yubel, Jadenowi udaje się uratować Jessego, lecz potem zostaje wyzwany na ostatni pojedynek z Yubel. Podczas walki uwalnia moc Najwyższego Króla i ją kontroluje, a potem dowiaduje się o prawdziwej przeszłości Yubel. Jaden wybacza jej i kończy pojedynek remisem, używając Super Polimeryzacji, łącząc swoją duszę z duszą Yubel. Eksplozja energii przenosi przyjaciół (poza Zane'em, Bastionem i Adrianem) do swojego wymiaru, lecz Jaden się nie pojawia, gdyż oddał życie. Tydzień później meteoryt uderza o wyspę Akademii, z którego wyłania się Jaden.

### Seria 4: Ciemność
Odcinki 157–168
Mija miesiąc od czasu incydentu z Yubel. Choć wszystko układa się normalnie, wkrótce pojawiają się problemy w sprawie kart. Jeden ze studentów, Yusuke Fujiwara, po cichu spala te karty, stwierdzając, iż są niebezpieczne. Spalone karty reformują się w tajemniczego Truemana, mrocznego agenta zdolnego przybierać tożsamość innych graczy. Dzięki informacjom od Axela, Jaden odkrywa, iż Yusuke był jedną z zaginionych osób w Opuszczonym Domu, a ten obecny Yusuke to w rzeczywistości duch potwora, „Honest”. Jaden ujawnia swoim przyjaciołom, że połączył swoją duszę z Yubel, tym samym posiadając jej moce. Tymczasem Zane zostaje wyrzucony na brzeg przez fale (choć nie wiadomo, jak wrócił). Przez kondycję serca Zane nie jest w stanie walczyć, więc Syrus zastępuje go, przezwyciężając mroczną moc kart Cyberdark i w końcu odnawia relacje z bratem. Jaden powoli odkrywa na nowo miłość do walk.
Odcinki 169–180
Tajemniczy Trueman zaczyna wcielać swój misterny plan w życie i zaczyna porywać ludzi by ich zesłać do Świata Ciemności, gdzie są torturowani przez własne uczucia. Ofiarą pada niemal całe Domino City oraz Akademia Pojedynków, z wyjątkiem Jadena, Jessego i Atticusa. Kiedy Atticus walczy ponownie z Nightshroudem, który okazuje się być prawdziwym „szefem” Truemana, odkrywają iż za maską wroga kryje się prawdziwy Yusuke Fujiwara. Choć Yusuke zostaje wyzwolony z więzów Ciemności to jednak wraz z Jessem i Atticusem zostaje wciągnięty do Świata Ciemności. Jaden jako jedyny ocalały, toczy ostateczną walkę z Nightshroudem, który ujawnia przerażającą prawdę: Nightshroud sam jest ucieleśnieniem przyszłości ludzkości. W końcu Jaden pokonuje wroga przy pomocy fuzji wszystkich sześciu Neo-Spacianów, „Elementarnego Herosa Divine Neos”. Po ukończeniu roku w Akademii i otrzymaniu dyplomu, Jaden postanawia opuścić Akademię, kiedy nagle za sprawą Yugiego cofa się w czasie, gdzie poznaje Yugiego Muto (jeszcze z Milenijną Układanką i duszą Faraona). Obydwaj rozpoczynają ostateczny pojedynek, podczas którego wykorzystują wszelkie atuty. Kiedy walka dosięga najwyższych poziomów, Yami Yugi zastępuje Yugiego i przywołuje swoją atutową kartę potwora, który stał się symbolem siły Jadena: Slifera, Niebiańskiego Smoka. Jaden odkrywa, że walka miała na celu przywrócenia mu jedynej rzeczy: pasji do pojedynków. Uczeń Sliferów przywołuje Elementarnego Herosa Neosa i atakuje Slifera (choć nie wiadomo, kto wygrał). W ostatniej scenie Jaden postanawia podróżować tam, gdzie go poniesie przeznaczenie wraz z duchem Profesora Bannera i Yubel.

## Postacie

### Protagoniści
- Jaden Yūki (jap. 遊城 十代 Yūki Jūdai) – główny bohater i protagonista serii GX. Lubi pojedynki i należy do grupy Czerwonych Sliferów. Przekłada życie przyjaciół ponad swoje, choć czasem jest zbyt optymistyczny. Ma brązowe włosy i czerwoną kurtkę, typową dla Sliferów. Od sezonu czwartego dusza Jadena zostaje połączona z duszą Yubel, dzięki czemu może używać jej mocy. Jaden dysponuje talią kart Elementarnych Herosów[b], których często łączy w Fuzje poprzez Polimeryzację. W drugim sezonie po przegranej z Asterem dzięki pomocy Aquosa dodaje do swojej talli karty serii Neo-Spacian, potworów o małej sile mocy, lecz z potężnymi zdolnościami. W trzecim sezonie pod postacią Supreme Kinga dysponuje złą wersją Elementarnych Herosów to szerzenia chaosu w świecie Duel Monsters. W ostatnim sezonie podczas ostatecznej walki z Darknessem/Nightshroudem używa kart Elementarnych Herosów, Neo-Spacianów, i też karty Yubel.
- Syrus Truesdale (jap. 丸藤 翔 Marufuji Shō) – nieśmiały chłopiec i przyjaciel Jadena. Często wątpi w siebie, żyjąc w cieniu starszego brata, Zane’a, ale potem okazał się być wykwalifikowanym graczem, stopniowo przechodząc z Czerwonych Sliferów do Żółtych Ra, aż w końcu do Niebieskich Obelisków. Syrus gra talią Vehicroidów, którzy przypominają ziemskie maszyny. W czwartym sezonie dysponuje talią Cyberoidów, łącząc swoją talię z talią Cyberdark Smoków Zane’a.
- Chazz Princeton (jap. 万丈目 準 Manjōme Jun) – największy rywal Jadena w serii GX. W pierwszej połowie pierwszego sezonu był antagonistą, jako że chciał pokonać Jadena (nie mógł uwierzyć, że Jaden pokonał Crowlera), lecz z rozwojem serii staje się jego rywalem i anty-protagonistą. Pierwotnie jego cel polegał na zdominowaniu świata pojedynków, by dorównać braciom, którzy zdobyli świat polityki i świat finansowy, lecz potem postanawia kierować się własną drogą. Często myśli o Alexis, tym samym ukazując swoją miłość do niej, nazywając ją „Lexi”. Pierwotnie był graczem rangi Niebieskich Obelisków, lecz z powodu przegranych odszedł i zdobył wielki szacunek graczy Północnej Akademii. Po powrocie i przegranej z Jadenem postanowił zostać w Akademii Pojedynków, lecz na ironię losu musiał zacząć od Czerwonych Sliferów. Jego cechą charakterystyczną był jego czarny płaszcz. Talia kart Chazza pierwotnie opierała się na powiększaniu ataków i szybkim wyeliminowaniu przeciwnika. Po walce w turnieju z Jadenem władał talią kart potworów „LV”, polegając na podniesieniu poziomu Armed Dragons. W końcu jako atutowymi kartami stały się kary „Ojama”, z zerowym atakiem, lecz z potężnymi zdolnościami.
- Alexis Rhodes (jap. 天上院 明日香 Tenjōin Asuka) – studentka rangi Niebieskich Obelisków i przyjaciółka Jadena. Jest młodszą siostrą Atticusa Rhodesa. Chociaż jej stosunki do Jadena były na początku napięte, to szybko się z nim zaprzyjaźniła. Alexis gra talią kart „Cyber Girl”, używając kart potworów przypominających dziewczyny wykonywające ataki fizyczne. Jedną z atutowych kart jest „Cyber Blader”.
- Bastion Misawa (Daichi Misawa) – student rangi Żółtych Ra i kumpel Jadena. Jest bardzo inteligentnym graczem, często stosującym skomplikowane strategie, by pomieszać szyki przeciwnikowi. Jego pokój był pełny matematycznych równań opisujących działania i mechanizmy kart potworów, kart zaklęcia i kart-pułapek. W trzeciej serii postanawia zostać w świecie Duel Monsters z Tanią i pomagać mieszkańcom. Bastion Misawa stosuje kilka różnych talii, każdą z danym atrybutem. Jego częstą strategią była fuzja dwóch Hydrogeddonów i jednego Oxygeddona w Wodnego Smoka. W dalszych walkach stosuje też karty potworów ze zdolnościami elektromagnetycznymi, jak „Magnet Warrior”.
- Zane Truesdale (jap. 丸藤 亮 Marufuji Ryō) – profesjonalny gracz Niebieskich Obelisków i najbardziej szanowany gracz w Akademii Pojedynków. Jest starszym bratem Syrusa. Często okazywał respekt innym zawodnikom, lecz po przegranej z Asterem Phoenixem wziął udział w podziemnych pojedynkach i wykształcił agresywny styl walki, nie okazując litości przeciwnikom. Jednak z powodu mrocznej mocy talii kart Cyberdark jego serce wolniej działało, co często prowadziło go na skraj śmierci. W czwartym sezonie ponownie okazuje szacunek do innych graczy i naprawia swoje relacje z Syrusem. Zane posługuje się talią kart „Cyber”, zawierającą mechaniczne formy mitycznych stworzeń. Jego atutową kartą był „Cyber End Dragon”, a także „Chimeratech Overdragon”, również używał kart do powiększenia siły ataku, jak „Power Bond” czy „Limiter Removal”. W drugiej i trzeciej serii do swojej talii dołącza serię kart „Cyberdark Dragon”, których mroczna energia miała zły wpływ na jego pracę serca. W czwartej postanowił je powierzyć Syrusowi i stworzyć sobie nową talię kart.
- Vellian Crowler (Chronos de Medici) – jeden z nauczycieli Akademii Pojedynków. Z początku nienawidził Jadena za to, ze ten go pokonał już na egzaminie wstępnym, więc szukał różnych sposobów, by wywalić go ze szkoły (nawet zatrudniając Titana, który potem stał się jednym z Siedmiu Jeźdźców). Lecz z rozwojem serii zaczyna darzyć sympatią Jadena, a potem sam zyskał szacunek Jadena. Crowler gra talią kart „Ancient Gear”, używając potworów wyglądających jak średniowieczne mechanizmy. Często używał strategii uniemożliwienia przeciwnikowi użycie kart zaklęcia i kart-pułapek, a on sam koncentrował się na przyzwanie wysokiego poziomu potworów z atrybutem Ziemi. Jego najpotężniejszą kartą jest „Ultimate Ancient Gear Golem”.
- Lyman Banner (Daitokuji)– były nauczyciel Jadena w Akademii Pojedynków. W przeszłości natrafił na starożytne zapiski dotyczące Świętych Bestii, lecz potem zachorował ze względu na klątwę starożytnych tablic. Jest alchemikiem, zdołał stworzyć sobie ciało zastępcze, więc dołączył do Siedmiu Jeźdźców pod imieniem „Anmael”, by mógł zdobyć karty Świętych Bestii na stworzenia Kamienia Filizoficznego. Po przegranej z Jadenem jego stare, jak i zastępcze ciało rozsypało się w pył, lecz jego duch przeżył w żołądku swego kota, Pharaoha, i pozostał z Jadenem, udzielając mu porad. Banner raczej w codziennym życiu nie grał w pojedynki. Jako Anmael używał talii kart „Alchemy”, często stosując skomplikowane strategie polegające na usuwaniu z gry kart i neutralizacji ataków przeciwników. Jego atutową kartą był „Helios” i jego wyższe formy. Jego strategia przyzywania potworów jest bazowana na procesach alchemicznych i czterech z siedmiu etapach transmutacji.
- Jesse Anderson (Johan Andersen) – uczeń z Północnej Akademii i jeden z przyjaciół Jadena. Jako że obydwaj mieli zdolność kontaktowania się z Duchami Potworów, byli niczym bliźniacy. Podczas 3 serii zdobył kartę Tęczowego Smoka, który był kluczem do przywrócenia Akademii do swojego wymiaru, lecz potem Jesse został owładnięty przez duszę Yubel. Dzięki staraniom Jadena powrócił na Ziemię. Lojalny, przyjacielski, lubi czerpać przyjemność z pojedynków, a szczególnie ze swej zdolności do kontaktowania się ze swoimi kartami. Jesse władał talią Kryształowych Bestii, potężnych kart potworów, których nazwy pochodzą od kamieni szlachetnych: Rubinowy Karbunkuł, Szafirowy Pegaz, Ametystowy Kot, Bursztynowy Mamut, Topazowy Tygrys, Szmaragdowy Żółw i Kobaltowy Orzeł. Wszystkie te siedem kart posiadają zdolność pozostawania na strefie Kart Zaklęcia/Pułapek pod postacią kamieni szlachetnych, kiedy zostają zniszczone. Wraz z rozwojem serii, Jesse dodaje do talii atutową kartę Tęczowego Smoka, którego moc rośnie wraz z ilością Kryształowych Bestii na Cmentarzu.
- Aster Phoenix (Ed Phoenix) – profesjonalny gracz, który zapisał się do Akademii Pojedynków w drugiej serii. Kiedy był mały, jego ojciec został w nieznany sposób zabity (w dubbingu został porwany), a Sartorius wziął go pod swoje skrzydła, używając go jako pionka w swoich planach. Z początku raczej nie był skłonny do współpracy z Jadenem, jako że sam chciał wymierzyć sprawiedliwość tym, którzy pozbawili jego ojca, Aster wraz z wydarzeniami związanymi z opętanym przez Światło Sartoriusem zaczyna doceniać przyjaźń z Jadenem i w końcu mu pomaga w pokonaniu Światła Zniszczenia. Na początku Aster używał tej samej talii kart Elementarnych Herosów jak Jaden, lecz wyróżniała się tym, że zamiast Flame Wingmana powstawał Phoenix Enforcer. Potem zaczął używać talii kart Herosów Przeznaczenia, których zaprojektował jego ojciec przed zniknięciem. Jego atutową kartą był Dreadmaster, lecz później używał Plasmy, najpotężniejszego Herosa a zarazem kartę, która miała styczność ze Światłem Zniszczenia.
- Tyranno Hassleberry (Tyranno Kenzan)
- Atticus Rhodes (Fubuki Tenjoin)
- Axel Brodie
- Jim „Crocodile” Cook
- Adrian Gecko
- Chumley Huffington (jap. 前田 隼人 Maeda Hayato)
- Blair Flannigan (jap. 早乙女 レイ Saotome Rei)

### Antagoniści

#### Sezon 1: Siedem Jeźdźców
- Kagemaru – główny założyciel Siedmiu Jeźdźców i dawny wielki dyrektor Akademii Pojedynków. Jest bardzo starym człowiekiem, więc postanowił zdobyć wieczną młodość poprzez poświęcenie Duchów Potworów dla Świętych Bestii. Po przegranej z Jadenem wrócił do swojego starego wieku i zapytał o przebaczenie za to co zrobił. Kagemaru podczas walki z Jadenem użył talii Świętych Bestii, planując przyzwać Raviela za pomocą kart rodzaju Fiend, jak i Hamona i Uria, używając szerokiego wachlarzu kart-pułapek i kart zaklęcia.
- Atticus Rhodes/Nightshroud – pierwszy z Mrocznych Jeźdźców. Jest mroczną istotą nieznanego pochodzenia, która przejęła ciało Atticusa Rhodesa. Jego głównym znakiem rozpoznawczym była maska podobna do Czerwonookiego Mrocznego Smoka. Jego Mrocznym Symbolem była połowa wisiorka z Okiem Wdjata. Po przegranej z Jadenem jego dusza została uwięziona w jego własnej karcie. Nightshroud podczas kontrolowania Atticusa posługiwał się talią Czerwonookiego Mrocznego Smoka, którego moc wzrastała za każdego potwora rodzaju Smoka na cmentarzu.
- Camula – druga z Mrocznych Jeźdźców. Często była poważna w walkach. Jest jedyną przedstawicielką wampirów, którzy wyginęli w średniowieczu. Jej Mrocznym Symbolem był naszyjnik. Po przegranej z Jadenem sama padła ofiarą swego planu i jej dusza została zabrana, a ciało rozsypało się w pył. Camula stosuje talię Wampira, używając potworów często przypominających te ze średniowiecza jak wilkołak, czy wampir.
- Tanya – trzeci Mroczny Jeździec. Posługuje się talią Amazonek. Pokonała Misawę, odbierając mu trzeci klucz, lecz później przegrała z Jadenem.
- Don Zaloog – czwarty Mroczny Jeździec. W walce używał kart Black Scorpion (w tym samego siebie). Przegrywa w walce z Chazzem.
- Abidos Trzeci – piąty Mroczny Jeździec, jest duszą jednego z faraonów. Jego atutowe karty to Sarkofagi. Przegrywa z Jadenem.
- Titan – szósty Mroczny Jeździec. W pojedynku z Alexis o szósty klucz walczył potworami typu Fiend. Gdy przegrał, jego dusza trafiła do Strefy Cieni.
- Lyman Banner/Amnael – ostatni z Siedmiu Mrocznych Jeźdźców. Pokonał Alexis i Chazza, jednak poległ w walce z Jadenem. Używał talii "Alchemia", opartej na szybkim usuwaniu potworów z gry, by wzmocnić inne. Przed pojedynkiem z Jadenem okazało się, że nie żyje od wielu lat, a "Banner" to jego sztuczne ciało.

#### Sezon 2: Społeczeństwo Światła
- Sartorius Kumar (Takuma Saio) – lider Społeczeństwa Światła. W młodości został opętany przez kartę bohatera, przez co stał się zły. Posługiwał się kartami opartymi na tarocie z talii "Arcana Force".
- D
- Sarina Kumar (Mizuchi Saio) – siostra Sartoriusa. Kontrolowała czterech Imperatorów Żywiołów. W walce z Jadenem i Asterem używała kart Srebrnych Duchów (Shinigami) i pułapek z nimi związanych w celu przywołania na pole Boga Mroku.
- Światło Zniszczenia

#### Sezon 3: Świat Duel Monsters
- Profesor Viper
- Adrian Gecko
- Brron
- Yubel – duch potwora i zarazem jedna z obecnych kart Jadena. Podstępna manipulatorka, zręcznie pociągała za sznurki chcąc osiągnąć swój cel. W dalekiej przeszłości na prośbę króla została strażniczką przyszłego Najwyższego Króla, którym się okazał Jaden, reinkarnacja. Niestety, jej zbyt wysokie przywiązanie do chłopca spowodowało, że wielu przyjaciół zaczęło uważać Jadena za przeklętego. Na jej prośbę karta (a zarazem jej dusza) została wystrzelona na zewnętrzną przestrzeń kosmosu, gdzie napotkała mroczną energię, która uczyniła z Yubel potężną istotę, lecz też owładniętą nieograniczonym pragnieniem posiadania Jadena dla siebie. Po powrocie na ziemię jej „ramię” zostało znalezione przez Profesora Vipera. Wykorzystując Vipera i innych graczy jako pionków, zdołała odbudować swoje ciało, po czym zaczęła wcielać swój plan posiadania dwunastu wymiarów, przez co Jaden stał się Najwyższym Królem. Podczas finałowego starcia, Jaden wybaczył Yubel i złączył swoją duszę z jej duszą, w wyniku czego Jaden jest w stanie wykorzystać jej zdolności do materializacji kart potworów w sytuacjach zagrożenia. Yubel podczas kontrolowania Marcela często wykorzystywała talię Exodii i talię Świętych Bestii, planując przyzwanie Chaos Phantasm Armityle, złączoną potęgę Uria, Hamona i Raviela. Jako Jesse używała mrocznej i ewolucyjnej wersji jego Kryształowych Bestii, jak i Tęczowego Mrocznego Smoka. Podczas ostatecznej walki z Jadenem, Yubel używała talii kart rodzaju Plant/Fiend, skupiając się na przyzwaniu siebie samej, jak i jej ewolucyjnych form. Jej ostatecznym celem było przyzwanie najpotężniejszego potwora poprzez użycie potworów od poziomu pierwszego do dwunastego, planując zjednoczyć dwanaście wymiarów. Do tego używała karty „Chain Material”, dzięki czemu miała dostęp do każdej karty na polu, w swojej ręce, w talii i na Cmentarzu.

#### Sezon 4: Ciemność
- Nightshroud
- Trueman
- Yusuke Fujiwara